# Kleinzell im Mühlkreis
Kleinzell im Mühlkreis település Ausztriában, Felső-Ausztria tartományban, a Rohrbachi járásban. , területe 16 km².

## Fekvése
Tengerszint feletti magassága 548 méter. Kleinzell im Mühlkreis Neufelden, Sankt Ulrich im Mühlkreis, Niederwaldkirchen, Sankt Martin im Mühlkreis, Kirchberg ob der Donau és Altenfelden településekkel határos.

## Népesség
Lakosainak száma 1546 fő (2018. január 1.).